# Barthélemy Aiutamicristo de Pise
Pour les articles homonymes, voir Barthélemy.
Ne doit pas être confondu avec Barthélemy de Pise.
Barthélemy Aiutamicristo (+1224) est un moine de l'ordre camaldule à Pise (Italie). Il est béatifié par Pie IX, sa mémoire est fêtée le 28 janvier.

## Biographie
Barthélemy, parfois dénommé « Barthélemy de Pise » (à ne pas confondre avec le moine franciscain Barthélemy de Pise), est un noble Pisan  né à une date inconnue au XIIe siècle. Il entre au monastère camaldule de San Frediano en tant que simple frère convers sous le nom de Aiutamicristo (qui signifie « Aide-moi mon Christ »). Son hagiographie relate de nombreux miracles durant sa vie, comme après sa mort le 28 janvier 1224,.
Le frère Barthélemy est enterré dans l'église du monastère, sous un autel érigé en son honneur par des concitoyens. Plus tard, sa dépouille incorrompu est déplacée sous le maître-autel de l'église. Mais en 1675 un grand incendie touche le bâtiment, endommageant gravement tout l'édifice et brûlant presque entièrement le corps du défunt. Après l'incendie, les quelques fragments des reliques qui ont pu être récupérées sont déposées dans la sacristie,.
Le pape Pie IX le déclare bienheureux en 1857. Sa mémoire est célébrée dans l'Église catholique le 28 janvier. Il est célébré dans l'ordre des Camaldules, ainsi que dans son diocèse de Pise,.